# Parcul de distracții
Parcul de distracții (titlu original: Wonder Park) este un film de animație și comedie din anul 2019 produs de studioul Paramount Animation. A fost regizat de Dylan Brown. Vocile au fost asigurate de Brianna Denski, Jennifer Garner, Ken Hudson Campbell, Kenan Thompson, Mila Kunis și John Oliver.

## Sinopsis
În film este relatată povestea unui parc de distracții magic care prinde viață prin imaginația ieșită din comun a unei fetițe pe nume June.

## Distribuție
- Brianna Denski - June Bailey
- Jennifer Garner - mama lui June
- Matthew Broderick - tatăl lui June
- John Oliver - Steve
- Mila Kunis - Greta
- Kenan Thompson - Gus
- Ken Jeong - Cooper
- Norbert Leo Butz - Peanut
- Ken Hudson Campbell - Boomer
- Oev Michael Urbas - Banky
- Kevin Chamberlin - unchiul Tony
- Kate McGregor-Stewart - mătușa Albertine
- Kath Soucie - Bus Counselor Shannon